# Elecciones parlamentarias de Haití de 2015-2016
Las elecciones parlamentarias de Haití de 2015-2016 se llevaron a cabo el 9 de agosto, con una segunda ronda planificada para el 25 de octubre. Se eligieron dos tercios del Senado y toda la Cámara de Diputados.

## Sistema electoral
Los miembros de la Cámara de Diputados son elegidos en circunscripciones de un solo integrante cada una usando un sistema de dos rondas; una segunda vuelta debe realizarse si ningún candidato logra la mayoría de la votación en la primera vuelta. La segunda vuelta debía realizarse en conjunto con las elecciones municipales y la primera ronda de la elección presidencial. En marzo de 2015, una nueva ley electoral señaló que la nueva Cámara de Diputados tendría 118 miembros (en vez de los 99 que poseía previamente), y el Senado mantendrá sus 30 integrantes.
Un tercio del Senado es elegido cada dos años, también mediante el sistema de dos rondas de votación. Sin embargo, las elecciones para renovar parte del Senado en mayo de 2012 no se llevaron a cabo, lo que significó que dichos escaños quedaron vacantes hasta esta elección, sumándose al tercio que debe renovarse en 2015 por cumplimiento de su mandato.
El calendario electoral haitiano quedó conformado de la siguiente forma:
| Fecha         | Elecciones |
| ------------- | --- |
| 9 de agosto   | Primera vuelta de las elecciones parlamentarias (canceladas en 22 circunscripciones) |
| 25 de octubre | Primera vuelta de la elección presidencial Segunda vuelta de las elecciones parlamentarias (circunscripciones que no cancelaron su primera vuelta el 9 de agosto) Primera vuelta de las elecciones parlamentarias (22 circunscripciones que cancelaron la elección del 9 de agosto) |
| 24 de abril   | Segunda vuelta de la elección presidencial Segunda vuelta de las elecciones parlamentarias (22 circunscripciones que cancelaron la elección del 9 de agosto y 2 que tendrán que repetir la segunda vuelta de octubre)                                                               |

## Campaña
Fueron inscritos 2037 candidatos para estas elecciones, representando a 98 partidos políticos. Sin embargo, 522 candidatos fueron descalificados en una primera instancia, dejando 186 candidatos para el Senado y 1329 para la Cámara de Diputados. El Consejo Electoral Provisional (CEP) actualizó la lista de candidatos el 26 de junio, con la inscripción de 47 candidatos a senador y 294 para diputado que habían sido previamente rechazados, haciendo un total final de 233 candidatos para el Senado y 1624 para la Cámara de Diputados.
El número de candidatos entre los principales partidos políticos se muestra a continuación:
| Partido                                                   | Candidatos | Candidatos | Candidatos |
| Partido                                                   | Senadores  | Diputados  | Total      |
| --------------------------------------------------------- | ---------- | ---------- | ---------- |
| Verdad (Vérité)                                           | 15         | 100        | 115        |
| Partido Haitiano Tèt Kale (Parti Haïtien Tèt Kale)        | 11         | 99         | 110        |
| Fanmi Lavalas                                             | 16         | 83         | 99         |
| Platfom Pitit Desalin                                     | 14         | 85         | 99         |
| Fusión de los Socialdemócratas Haitianos                  | 11         | 85         | 96         |
| Renmen Ayiti                                              | 15         | 79         | 94         |
| Organización del Pueblo en Lucha                          | 10         | 83         | 93         |
| Convención de la Unidad Democrática                       | 12         | 73         | 85         |
| Puente                                                    | 3          | 52         | 55         |
| Unidad Patriótica (Inite Patriyotik)                      | 8          | 39         | 47         |
| Respeto (Respé)                                           | 6          | 36         | 42         |
| Haití en Acción                                           | 4          | 36         | 40         |
| PPG18                                                     | 2          | 31         | 33         |
| Movimiento Patriótico de la Oposición Democrática (MOPOD) | 5          | 23         | 28         |
| Platfòm Peyizan                                           | 2          | 23         | 25         |
| Movimiento Cristiano para un Nuevo Haití                  | 3          | 19         | 22         |
| Otros partidos                                            | 96         | 677        | 774        |
| Total                                                     | 233        | 1623       | 1857       |
| Fuentes:                                                  |            |            |            |

El 8 de septiembre de 2015 los candidatos del partido Verdad anunciaron que se retirarían de las elecciones, sin embargo los candidatos presentados continuaron siendo elegidos en caso de poseer la votación suficiente.

## Resultados
De acuerdo a los resultados preliminares entregados por el CEP, en la primera vuelta fueron emitidos 1 046 516 votos válidos para una población inscrita para votar de 5 871 450, lo que representa una participación del 17,82%. Las elecciones fueron canceladas en 22 circunscripciones, y por lo tanto no existieron datos disponibles en aquellos distritos.
El 28 de septiembre el CEP publicó los resultados definitivos de la primera vuelta, y declaró electos a un senador de AAA (Haití en Acción) y uno de LIDE (Ligue Dessalines). Para la elección de diputados, 8 fueron elegidos: 4 del PHTK (Partido Haitiano Tét Kale), 2 de AAA, 1 de Verité (Verdad) y 1 de Unidad Patriótica (INITE). La segunda vuelta de las elecciones parlamentarias tuvo lugar el 25 de octubre, junto con la primera vuelta de la elección presidencial y la repetición de la primera ronda en las circunscripciones donde la elección de agosto había sido cancelada.
Los resultados de la segunda vuelta del 25 de octubre para el Senado señalan que fueron elegidos 3 candidatos de KID, 3 de Verité, 2 del PHTK, y uno de Fanmi Lavalas, Puente, OPL y Pitit Desalines cada uno. En la elección de diputados fueron elegidos 82 candidatos.
La segunda vuelta en las circunscripciones donde la elección fue repetida debió haberse realizado el 27 de diciembre, pero el 21 de ese mismo mes el CEP anunció que las elecciones serían aplazadas, siendo posteriormente confirmadas para el 17 de enero.
El total de diputados y senadores elegidos se muestra en la siguiente tabla. Aún existen escaños sin asignar a la espera de la segunda vuelta de enero de 2016.
| Partido    | Partido                                                                  | Senadores  | Senadores  | Senadores | Diputados  | Diputados  | Diputados |
| Partido    | Partido                                                                  | 1.ª vuelta | 2.ª vuelta | Total     | 1.ª vuelta | 2.ª vuelta | Total     |
| ---------- | ------------------------------------------------------------------------ | ---------- | ---------- | --------- | ---------- | ---------- | --------- |
|            | Partido Haitiano Tèt Kale (PHTK)                                         | 0          | 2          | 2         | 4          | 22         | 26        |
|            | Verdad (VERITE)                                                          | 0          | 3          | 3         | 1          | 12         | 13        |
|            | Convención de la Unidad Democrática (KID)                                | 0          | 3          | 3         | 0          | 7          | 7         |
|            | Organización del Pueblo en Lucha (OPL)                                   | 0          | 1          | 1         | 0          | 7          | 7         |
|            | Fanmi Lavalas (FL)                                                       | 0          | 1          | 1         | 0          | 6          | 6         |
|            | Haití en Acción (AAA)                                                    | 1          | 0          | 1         | 2          | 4          | 6         |
|            | Unidad Patriótica (INITE PATRIYOTIK)                                     | 0          | 0          | 0         | 1          | 3          | 4         |
|            | Liga Alternativa para el Progreso y la Emancipación Haitiana (LAPEH)     | 0          | 0          | 0         | 0          | 3          | 3         |
|            | Fusión de los Socialdemócratas Haitianos (FSDH)                          | 0          | 0          | 0         | 0          | 3          | 3         |
|            | Reseau National Bouclier (BOUCLIER)                                      | 0          | 0          | 0         | 0          | 2          | 2         |
|            | Renmen Ayiti                                                             | 0          | 0          | 0         | 0          | 2          | 2         |
|            | Tet Kole sous Chimen Devlopman pou un Nord'Ouest uni et Renonve (MOSANO) | 0          | 0          | 0         | 0          | 2          | 2         |
|            | Puente                                                                   | 0          | 1          | 1         | 0          | 1          | 1         |
|            | Platfom Pitit Desalin                                                    | 0          | 1          | 1         | 0          | 1          | 1         |
|            | Parti pour la Libération des Masses et d'Intégration Sociale (PALMIS)    | 0          | 0          | 0         | 0          | 1          | 1         |
|            | Consortium des Partis Politiques (CONSORTIUM)                            | 0          | 0          | 0         | 0          | 1          | 1         |
|            | Konbit Travaye Peyizan pou Libere Ayiti (KONTRA PEP LA)                  | 0          | 0          | 0         | 0          | 1          | 1         |
|            | Mouvement National Haïtien (MONHA)                                       | 0          | 0          | 0         | 0          | 1          | 1         |
|            | Konsyans Patriotik (KP)                                                  | 0          | 0          | 0         | 0          | 1          | 1         |
|            | Partido Federalista (PF)                                                 | 0          | 0          | 0         | 0          | 1          | 1         |
|            | Movimiento Acción Socialista (MAS)                                       | 0          | 0          | 0         | 0          | 1          | 1         |
|            | Ligue Dessalinienne (LIDE)                                               | 1          | 0          | 1         | 0          | 0          | 0         |
| Total      | Total                                                                    | 2          | 12         | 14        | 8          | 82         | 90        |
| Fuentes: , |                                                                          |            |            |           |            |            |           |